# Pehr Brandell
Pehr Brandell, född 1 januari 1781 i Piteå socken, Västerbottens län, död 4 maj 1841 i Ullångers socken, Västernorrlands län, var en svensk präst. Han var far till prästen Simon Brandell.
Brandell var känd som väckelsepredikant, främst under sin tid i Nora 1817–38. Brandell var högt uppskattad som själasörjare och därtill föregångsman i fattigvård och andra praktiska värv. Han hade även ett stort inflytande över Carl Olof Rosenius under hans genombrottstid.